# دیزل (موتور بازی)
دیزل (انگلیسی: Diesel) یک موتور بازی است که توسط گرین انتشار یافته و استفاده می‌شود.